# Tanner (Vorname)
Tanner ist ein vorwiegend männlicher Vorname, der hauptsächlich im englischen Sprachraum vergeben wird. Er entstammt dem Verb to tan (dt.: gerben) und bezeichnete somit eine Person, die Tierhäute zu Leder verarbeitete.

## Bekannte Namensträger
Männlicher Vorname
- Tanner Bibat (* 1988), US-amerikanischer Pokerspieler
- Tanner Buchanan (* 1998), US-amerikanischer Schauspieler
- Tanner Cohen (* 1986), US-amerikanischer Schauspieler und Sänger
- Tanner Foust (* 1973), US-amerikanischer Rennfahrer
- Tanner Glass (* 1983), kanadischer Eishockeyspieler
- Tanner Hall (* 1983), US-amerikanischer Freestyle- und Freeride-Skier
- Tanner Kero (* 1992), US-amerikanischer Eishockeyspieler
- Tanner Leissner (* 1995), US-amerikanischer Basketballspieler
- Tanner Pearson (* 1992), kanadischer Eishockeyspieler
- Tanner Richard (* 1993), Schweizer Eishockeyspieler kanadischer Herkunft
- Tanner Syftestad (* 1995), US-amerikanischer Volleyballspieler
- Tanner Wayne (* 1988), US-amerikanischer Punk-, Rock- und Metal-Schlagzeuger

Zwischenname
- Jonathan Tanner Miller, genannt J. T. Miller (* 1993), US-amerikanischer Eishockeyspieler

Weiblicher Vorname
- Tanner Elle Schneider, genannt Elle King (* 1989), US-amerikanische Sängerin